# Mehe
Die 21,8 km lange Mehe ist ein linker Nebenfluss der Oste in Niedersachsen. 

## Geographie

### Verlauf
Die Mehe liegt oberhalb der Bundesstraße 495, die Quelle befindet sich an der Straßenbrücke Großenhain/Ebersdorf, die Mündung in die Oste liegt bei Brobergen, wo sich auch das 1956 errichtete Mehe-Schöpfwerk befindet. Zwischen Dornsode und Alfstedt fließt von rechts der Westerbek zu. Weitere Zuflüsse sind der Wallbeck zwischen Alfstedt und Mehedorf sowie der Hollener Mühlenbach zwischen Hollen und dem Nordende Ostendorfs. Die Mehe hatte für die Wahl des Wappens der Samtgemeinde Geestequelle Bedeutung, das die Wasserscheide zwischen Weser und Elbe in einem Flusssymbol verdeutlicht. Die in der Samtgemeinde entstehenden Flüsse Lune und Geeste fließen in die Weser, die Mehe hingegen in die Oste.

## Name
786 wird der Fluss als Motam erstmals urkundlich erwähnt. Der Name könnte mit dem indogermanischen *mad- für 'nass sein/werden' in Zusammenhang stehen.

## Zustand
Die Mehe ist im gesamten Verlauf kritisch belastet (Güteklasse II-III).

## Befahrungsregeln
Zum Schutz, dem Erhalt und der Verbesserung der Fließgewässer als Lebensraum für wild lebende Tiere und Pflanzen erließ der Landkreis Rotenburg (Wümme) 2015 eine Verordnung für sämtliche Fließgewässer. Seitdem ist das Befahren des Flusses von der Quelle bis zur Mündung ganzjährig verboten.